# Portrait (Rick Astley)
Portrait è il sesto album in studio del cantante britannico Rick Astley, pubblicato nel 2005. 
Si tratta di un disco di cover della tradizione pop.

## Tracce
1. Vincent – 3:24
2. And I Love You So – 2:55
3. Portrait of My Love – 2:43
4. Where Do I Begin? – 3:36
5. These Foolish Things – 3:49
6. Cry Me a River – 4:03
7. Nature Boy – 3:12
8. Close to You – 3:04
9. You Belong to Me – 2:49
10. Make It Easy on Yourself – 2:57
11. Somewhere – 2:46
12. I Can't Help Falling in Love (With You) – 3:14
13. What the World Needs Now – 3:00